# Steatomys caurinus
Steatomys caurinus är en däggdjursart som beskrevs av Thomas 1912. Steatomys caurinus ingår i släktet fettmöss och familjen Nesomyidae. Inga underarter finns listade i Catalogue of Life.
Arten förekommer i västra Afrika från Senegal till Nigeria. Den lever i kulliga områden i Sahelzonen mellan 200 och 600 meter över havet. Habitatet utgörs av gräsmarker och dessutom besöks jordbruksmark.
Denna fettmus når en kroppslängd (huvud och bål) av 70 till 122 mm, en svanslängd av 18 till 51 mm och en vikt av 16,5 till 101 g. Den har 14,5 till 18 mm långa bakfötter och 14 till 18 mm långa öron. Steatomys caurinus har brun till rödbrun päls på ovansidan som är tydlig avgränsad från den vita undersidan. Ofta är pälsen på ryggens topp mörkast. Huvudet kännetecknas av stora avrundade öron. Även svansen är uppdelad i en brun ovansida och en vit undersida.
Liksom andra släktmedlemmar lagrar arten fett i kroppen före den torra perioden vad som förklarar den stora variationen i vikten. Under den torra perioden intar den flera gånger ett stelt tillstånd (torpor). Steatomys caurinus vilar i underjordiska bon och den lever utanför parningstiden ensam. Individerna är nattaktiva och vistas främst på marken. Antalet ungar per kull varierar mellan 5 och 12.
Ibland grävs exemplar ut och äts som viltkött. Troligtvis på grund av det underjordiks levnadssättet dokumeteras arten sällan. Hela populationen bedöms som stor. IUCN kategoriserar arten globalt som livskraftig.